# Mockingbird (Eminem-Lied)
Mockingbird (englisch für „Spottdrossel“) ist ein Lied des US-amerikanischen Rappers Eminem. Der Song ist die fünfte Singleauskopplung seines fünften Studioalbums Encore und wurde am 25. April 2005 veröffentlicht. Außerdem ist das Lied auf Eminems Best-of-Album Curtain Call: The Hits enthalten.

## Inhalt
In Mockingbird widmet sich Eminem seiner Tochter Hailie und seiner adoptierten Nichte Alaina (genannt „Lainie“). In der ersten Strophe gesteht er Fehler bei der Erziehung seiner Tochter und in der Beziehung mit Kim ein. Außerdem sagt Eminem, er wolle ihnen das Leben geben, das er niemals hatte und werde sie vor allen negativen Einflüssen beschützen. Er weiß, dass Hailie traurig ist, weil er so oft außer Haus ist, und ihre Eltern sich getrennt haben, doch gegen das Schicksal könne auch er nichts tun. Der Refrain ist an das Schlaflied Hush, Little Baby angelehnt und richtet sich an Hailie, die nicht weinen soll, weil ihr Vater immer für sie da sein wird. In der zweiten Strophe rappt Eminem über sein früheres Leben. Er erzählt, dass er an Weihnachten kein Geld hatte, um Geschenke zu kaufen. Deswegen habe seine damalige Frau Kim die Geschenke gekauft und gesagt, sie seien von ihnen beiden. Daraufhin habe er die ganze Nacht lang geweint, weil er sich wie ein Versager fühlte. Nachdem Einbrecher Geld gestohlen hatten, das Kim für Hailies Bildung sparen wollte, wäre die Beziehung schließlich ganz auseinandergebrochen. Kurz darauf sei Eminem nach Kalifornien zu Dr. Dre gefahren, der ihn entdeckte. Am Ende des Liedes verspricht der Rapper nochmals, alles für seine Töchter zu tun.

## Produktion
Eminem produzierte den Beat des Liedes selbst und verwendete dabei keine Samples anderer Lieder. Der Track wurde im 54Sound-Studio in Detroit aufgenommen.

## Musikvideo
Das Video zu Mockingbird wurde von Eminem und Quig gedreht.
Es zeigt Eminem in einem abgedunkelten Raum neben einem Projektor sitzend. Er trägt eine Brille und schaut sich Originalaufnahmen aus der Vergangenheit an, die seine Tochter Hailie und seine adoptierte Nichte Alaina beim Aufwachsen zeigen, sowie ihn und seine Ex-Frau Kim, die sich um die beiden Kinder kümmern. Enthalten sind zum Beispiel Szenen zu Weihnachten und auf einem Spielplatz. Auf manchen Videoaufnahmen kann man das Jahr 1998 erkennen. Da es sich um Originalvideomaterial handelt, sind die Gesichter einiger Personen unkenntlich gemacht.

## Single

### Covergestaltung
Das Singlecover zeigt Eminem auf einem Sessel neben einem Projektor sitzend. Im Hintergrund des Raumes sieht man unter anderem ein Aquarium und Hirschköpfe an der Wand. Im unteren Teil des Bildes befinden sich die Schriftzüge Eminem in schwarz und Mockingbird in orange.

### Chartplatzierungen
Mockingbird stieg am 9. Mai 2005 auf Platz 15 in die deutschen Charts ein. Am 31. März 2023 erreichte es mit Rang fünf eine neue Höchstplatzierung, 18 Jahre nach erstmaligem Charteinstieg. Insgesamt war der Song 93 Wochen in den Top 100 vertreten, womit er zu den Liedern, die am längsten in den deutschen Singlecharts verweilten, zählt.
| ChartsChartplatzierungen       | Höchstplatzierung | Wochen |
| ------------------------------ | ----------------- | ------ |
| Deutschland (GfK)              | 5 (93 Wo.)        | 93     |
| Österreich (Ö3)                | 3 (87 Wo.)        | 87     |
| Schweiz (IFPI)                 | 5 (136 Wo.)       | 136    |
| Vereinigte Staaten (Billboard) | 11 (20 Wo.)       | 20     |
| Vereinigtes Königreich (OCC)   | 4 (14 Wo.)        | 14     |

| ChartsJahrescharts (2005)      | Platzierung |
| ------------------------------ | ----------- |
| Vereinigte Staaten (Billboard) | 59          |
| Vereinigtes Königreich (OCC)   | 66          |

| ChartsJahrescharts (2023) | Platzierung |
| ------------------------- | ----------- |
| Deutschland (GfK)         | 11          |
| Österreich (Ö3)           | 8           |
| Schweiz (IFPI)            | 7           |

| ChartsJahrescharts (2024) | Platzierung |
| ------------------------- | ----------- |
| Schweiz (IFPI)            | 38          |

### Auszeichnungen für Musikverkäufe
Im Jahr 2022 wurde Mockingbird für mehr als fünf Millionen Verkäufe in den Vereinigten Staaten mit einer fünffachen Platin-Schallplatte ausgezeichnet. 2023 erhielt es in Deutschland für über 750.000 verkaufte Einheiten eine fünffache Goldene Schallplatte.
| Land/Region                  | Auszeichnungen für Musikverkäufe (Land/Region, Auszeichnung, Verkäufe) | Verkäufe  |
| ---------------------------- | ---------------------------------------------------------------------- | --------- |
| Australien (ARIA)            | 9× Platin                                                              | 630.000   |
| Belgien (BRMA)               | Gold                                                                   | 20.000    |
| Brasilien (PMB)              | Platin                                                                 | 60.000    |
| Dänemark (IFPI)              | 3× Platin                                                              | 270.000   |
| Deutschland (BVMI)           | 5× Gold                                                                | 750.000   |
| Griechenland (IFPI)          | 2× Platin                                                              | 40.000    |
| Italien (FIMI)               | 2× Platin                                                              | 200.000   |
| Neuseeland (RMNZ)            | 5× Platin                                                              | 150.000   |
| Österreich (IFPI)            | 3× Platin                                                              | 90.000    |
| Portugal (AFP)               | 4× Platin                                                              | 40.000    |
| Schweiz (IFPI)               | 6× Platin                                                              | 240.000   |
| Spanien (Promusicae)         | Platin                                                                 | 60.000    |
| Vereinigte Staaten (RIAA)    | 5× Platin                                                              | 5.000.000 |
| Vereinigtes Königreich (BPI) | 3× Platin                                                              | 1.800.000 |
| Insgesamt                    | 2× Gold · 6× Platin ·                                                  | 9.350.000 |

Hauptartikel: Eminem/Auszeichnungen für Musikverkäufe
Bei den Grammy Awards 2006 wurde Mockingbird in der Kategorie Best Rap Solo Performance nominiert, unterlag jedoch dem Lied Gold Digger von Kanye West und Jamie Foxx.